# Frank Vernon

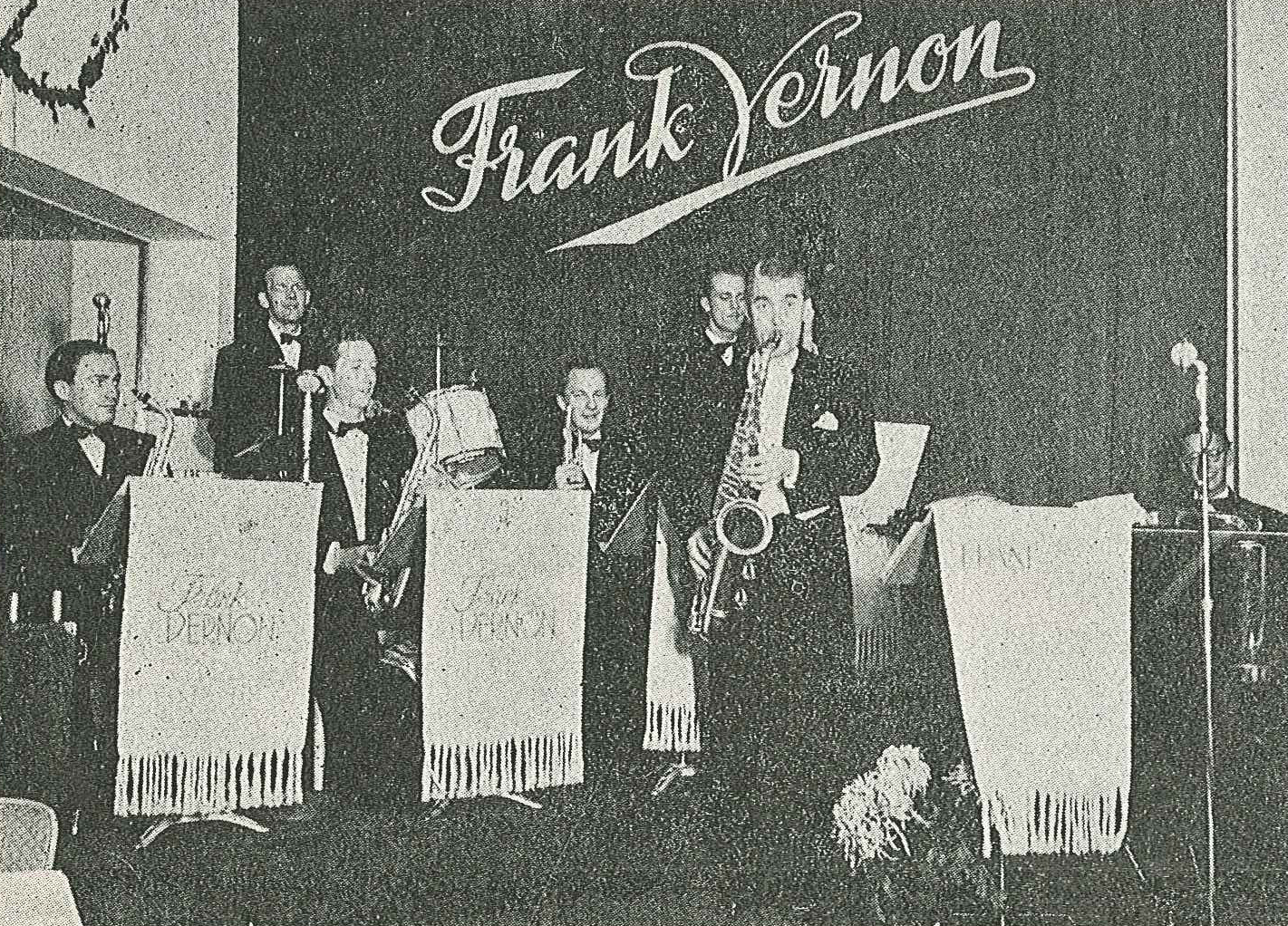
Frank Vernon med sin orkester på restaurang Valand i Göteborg cirka 1942.

Frank Vernon, född 22 oktober 1902 i Belgien, död 24 juli 1979 i Miami, Florida, var en belgisk-svensk saxofonist, cellist och orkesterledare.
Vernon var bror till trombonisten George Vernon och violinisten Albert Vernon.  De var alla av belgiskt ursprung, men några av syskonen var födda i England. Frank Vernon kom till Sverige 1925.
Hans orkester stod för musiken vid skivinspelningar med artister som Sven Herdenberg, Ulla Billquist, Sven-Olof Sandberg, Hilmer Borgeling med flera, men var i grunden en dansorkester med jazzinriktning. Sven Janthe, pianist, kompositör och arrangör, tillhörde i början av 1930-talet orkestern.
I början av 1930-talet spelade Vernons orkester bland annat på den kända dansrestaurangen Kaos i Stockholm. 1936 spelade orkestern på Monaco i samma stad; den bestod då av två bröder Vernon – Frank (saxofon) och Albert (violin) - samt vidare Tekla Carlsson (saxofon), Bertil Forsberg (piano), Bisse Andersson (trumpet) och ”Tuppen” (borgerligt namn okänt) (trummor).
Han tillbringade ett femtontal somrar med orkestern på Tylösands Havsbad. 1947 ingick bland andra gitarristen och sedermera beatnikförfattaren Sture Dahlström. I början av 1950-talet flyttade Vernon till USA. Han var gift med Maggie Öström.